# Bélis
Bélis (gaskonsko Belís) je naselje in občina v francoskem departmaju Landes regije Akvitanije. Naselje je leta 2009 imelo 143 prebivalcev.

## Geografija
Kraj leži v pokrajini Gaskonji ob reki Lamole, 23 km severno od Mont-de-Marsana.

## Uprava
Občina Bélis skupaj s sosednjimi občinami Brocas, Canenx-et-Réaut, Cère, Garein, Labrit, Maillères, Le Sen in Vert sestavlja kanton Labrit s sedežem v Labritu. Kanton je sestavni del okrožja Mont-de-Marsan.

## Zanimivosti
- romanska cerkev Notre-Dame de Bélis iz 14. stoletja;